# 埃及簽證政策
前往埃及的访客必须从埃及的一个驻外机构处获得签证，除非他们来自免签国家或有资格获得落地签的国家。访客必须持有自抵达埃及之日起有效期至少为6个月的护照。
2015年3月，埃及宣布所有前往埃及旅游的外国人需在2015年5月15日之后申请签证。通过埃及旅行社访问的有组织团体除外。2015年4月，埃及当局宣布他们将暂停此决定直至电子签证制度到位。

## 签证政策地图

埃及签证政策
埃及
免签证 - 180 天
免签证 - 90 天
免签证（附带额外条件）
免签证（附带额外条件，否则需国家安全局批准）
落地签证和电子签证
落地签证
电子签证
需预先申请签证
需国家安全局批准

## 免签
以下9个国家和地区的公民可以在没有签证的情况下访问埃及3个月（除非另有说明） ：
| - 巴林 - 科威特 - 阿曼 | - 沙烏地阿拉伯 - 阿联酋 |  |

| - 香港 - 约旦# - 澳門 |

# - 必须持有普通 5 年期护照，且护照背面第 60 页上不包含“约旦登记办公室”印章。“T 系列”护照持有者不符合免签资格，必须在进入埃及之前获得签证。{{refn|持有“T 系列”护照的 19 岁至 39 岁的男性国民在进入埃及之前也必须获得事先批准。 
在某些条件下，免签证制度也适用于以下国家的公民：
- 阿富汗－50岁及以上或16岁及以下
- 阿尔及利亚－14岁及以下
- 中华人民共和国－拥有返程/前往第三国机票，等价于2000美元的现金。4星级或5星级酒店的酒店预订确认函。
- 利比亞－星期天和星期一的女性公民或布特南省居民[9]。
- 约旦 –持有普通5年护照，护照保留页（第60页）没有约旦登记办公室的盖章
- 黎巴嫩－50岁及以上和16岁及以下(适用于全埃及)，不来自亚历山大和南西奈(适用于全年龄)
- 摩洛哥－14岁及以下
- 苏丹－50岁及以上和16岁及以下及女性公民
- 南蘇丹－50岁及以上和16岁及以下及女性公民
- 突尼西亞－14岁及以下
- 葉門－50岁及以上和16岁及以下或因医学目的入境

埃及，黎巴嫩，约旦和叙利亚向女性巴勒斯坦人和40岁以上或18岁以下的男性巴勒斯坦人签发的旅行证件。
如果作为旅游团旅行，其中包括至少5人的持有往返机票，预订住宿以及旅行社签署的担保函的阿塞拜疆、巴巴多斯、伯利兹、中华人民共和国，哥斯达黎加、萨尔瓦多、危地马拉，洪都拉斯、印度、约旦、哈萨克斯坦、黎巴嫩、摩尔多瓦（除15至35岁的女性）、尼加拉瓜、俄罗斯、圣文森特和格林纳丁斯和土耳其公民，不需要埃及签证。
签证豁免也适用于埃及父亲或2004年7月25日之后出生的埃及母亲的儿子和女儿（叙利亚、伊拉克、也门和卡塔尔国民除外），以及持有婚姻证明的埃及国民的妻子（叙利亚、伊拉克、摩洛哥和卡塔尔的国民除外）。

## 落地签
根据埃及驻英国总领事馆的说法，下列国家和地区的公民可在抵达任何埃及入境口岸时获得落地签 ：
| - 所有欧盟公民1 \| - 加拿大 - 日本 - 新西兰 \| - 北馬其頓 - 挪威 - 俄羅斯 - 塞爾維亞 - 乌克兰 - 美国 \| \| |                                                       |  |
| - 加拿大 - 日本 - 新西兰                                                                                   | - 北馬其頓 - 挪威 - 俄羅斯 - 塞爾維亞 - 乌克兰 - 美国 |  |

1 -比利时，法国，德国，意大利和葡萄牙的国民可以使用国民身份证入境。但他们必须携带护照照片用以贴在签证上。
年满45岁及以上，18岁及以下或持有澳大利亚，加拿大，美国和欧盟成员国签发的居留许可的土耳其公民可在抵达时获得落地签
持有澳大利亚，加拿大，美国和欧盟成员国签发的居留许可的蘇丹公民可在抵达时获得落地签
持有海湾合作委员会成员国签发的居留许可证的乘客可在抵达时获得落地签，最长逗留期限为30天。居留许可必须在抵达之日后至少6个月内有效。
根据埃及政府向国际航空运输协会提供的数据，除了以下84个国家和地区的公民外，所有国家的公民都可以在抵达埃及时获得落地签，有效期为30天：阿富汗，阿尔及利亚，安哥拉，亚美尼亚，阿塞拜疆，孟加拉国，巴巴多斯，白俄罗斯，伯利兹，波斯尼亚和黑塞哥维那，博茨瓦纳，布基纳法索，布隆迪，喀麦隆，佛得角，中非，乍得，科摩罗，刚果民主共和国，刚果共和国，科特迪瓦，吉布提，萨尔瓦多，赤道几内亚，厄立特里亚，埃塞俄比亚，加蓬，冈比亚，加纳，危地马拉，几内亚比绍，洪都拉斯，印度，印度尼西亚，伊朗，伊拉克，以色列，肯尼亚，朝鲜，科索沃，吉尔吉斯斯坦，黎巴嫩（亚历山大和南西奈除外），莱索托，利比里亚，马达加斯加，马拉维，马来西亚，马里，毛里塔尼亚，毛里求斯，摩尔多瓦，蒙古，黑山，摩洛哥，莫桑比克，缅甸，纳米比亚，尼加拉瓜，尼日尔，尼日利亚，巴基斯坦，巴勒斯坦，菲律宾，塞拉利昂，索马里，南非，斯里兰卡，圣文森特和格林纳丁斯，苏丹，斯威士兰，叙利亚，卡塔尔，塔吉克斯坦，坦桑尼亚，泰国，多哥，突尼斯，土耳其（18岁以下和45岁以上除外），土库曼斯坦，乌干达，乌兹别克斯坦，越南，赞比亚和津巴布韦。

## 电子签
从2017年12月3日起，46个国家的公民可以通过电子签系统在线申请30天的旅游或商务签证。
| - 所有欧盟公民 \| - 阿尔巴尼亚 - 阿根廷 - 亞美尼亞 - 巴林 - 白俄羅斯 - 玻利维亚 - 巴西 - 加拿大 - 智利 - 中國 - 哥伦比亚 - 香港 \| - 冰島 - 印度 - 日本 - 科索沃 - 科威特 - 马来西亚 - 墨西哥 - 摩尔多瓦 - 摩納哥 - 蒙特內哥羅 - 新西兰 - 北馬其頓 - 挪威 - 阿曼 - 巴拉圭 - 秘魯 \| - 俄羅斯 - 圣马力诺 - 沙烏地阿拉伯 - 塞爾維亞 - 新加坡 - 南非 - 瑞士 - 乌克兰 - 阿联酋 - 英国 - 美国 - 乌拉圭 - 梵蒂冈 - 委內瑞拉 \| \| | | |  |
| - 阿尔巴尼亚 - 阿根廷 - 亞美尼亞 - 巴林 - 白俄羅斯 - 玻利维亚 - 巴西 - 加拿大 - 智利 - 中國 - 哥伦比亚 - 香港 | - 冰島 - 印度 - 日本 - 科索沃 - 科威特 - 马来西亚 - 墨西哥 - 摩尔多瓦 - 摩納哥 - 蒙特內哥羅 - 新西兰 - 北馬其頓 - 挪威 - 阿曼 - 巴拉圭 - 秘魯 | - 俄羅斯 - 圣马力诺 - 沙烏地阿拉伯 - 塞爾維亞 - 新加坡 - 南非 - 瑞士 - 乌克兰 - 阿联酋 - 英国 - 美国 - 乌拉圭 - 梵蒂冈 - 委內瑞拉 |  |

## 西奈度假许可证
根据埃及驻英国总领事馆的说法，所有欧盟国家、美国和以色列（通过塔巴过境点入境）公民在前往并停留于沙姆沙伊赫、达哈卜、努韦巴和塔巴度假不超过14天时，可免签并获得免费入境许可证。
根据埃及政府向国际航空运输协会提供的数据，所有国家的公民可在抵达沙姆沙伊赫、圣凯瑟琳或塔巴机场时获得西奈度假村签证，有效期为15天，但以下81个国家和地区的公民除外：阿富汗、阿尔及利亚、安哥拉、亚美尼亚、阿塞拜疆、孟加拉国、巴巴多斯、白俄罗斯、伯利兹、波斯尼亚和黑塞哥维那、博茨瓦纳、布基纳法索、布隆迪、喀麦隆、佛得角、中非、乍得、科摩罗、刚果共和国、刚果民主共和国、科特迪瓦、吉布提、萨尔瓦多、赤道几内亚、厄立特里亚、埃塞俄比亚、加蓬、冈比亚、加纳、危地马拉、几内亚比绍、洪都拉斯、印度、印度尼西亚、伊朗、伊拉克、肯尼亚、朝鲜、科索沃、吉尔吉斯斯坦、莱索托、利比里亚、马达加斯加、马拉维、马里、毛里塔尼亚、毛里求斯、摩尔多瓦、蒙古、黑山、摩洛哥、莫桑比克、缅甸、纳米比亚、尼加拉瓜、尼日尔、尼日利亚、巴基斯坦、巴勒斯坦、菲律宾、塞拉利昂、索马里、南非、斯里兰卡、圣文森特和格林纳丁斯、苏丹、斯威士兰、叙利亚、塔吉克斯坦、坦桑尼亚、泰国、多哥、突尼斯、土耳其（20岁以下和45岁以上除外）、土库曼斯坦、乌干达、乌兹别克斯坦、越南、赞比亚和津巴布韦。

## 需要授权签证
根据埃及驻英国总领事馆的说法，持有以下国家护照的游客必须亲自申请签证，并且必须向埃及主管当局寻求签证批准，并需要几周的时间来受理－阿富汗、阿尔及利亚、孟加拉国、布隆迪、乍得、科摩罗、吉布提、厄立特里亚、埃塞俄比亚、加纳、印度尼西亚、伊朗、伊拉克、以色列、科索沃、黎巴嫩、利比里亚、马里、毛里塔尼亚、摩尔多瓦、摩洛哥、缅甸、尼日尔、尼日利亚、突尼斯、巴基斯坦、巴勒斯坦、菲律宾、卢旺达、塞拉利昂和索马里。

## 过境免签
持前往第三国机票的访客可以免签过境停留48小时。伊朗公民则需办理过境签。中转时间在6到48小时之间的访客可以离开机场。运输时间少于6小时的访客可以离开中转区，但不能离开机场。但阿富汗、黎巴嫩、巴勒斯坦和菲律宾公民则必须停留在中转区且通过相同或第一架中转飞机继续行程。

## 国家安全局批准
除持有签证外，以下国家的公民需要得到埃及国家安全局的事先批准：
- 伊朗
- 伊拉克
- 科索沃
- 黎巴嫩
- 毛里塔尼亚
- 斯里蘭卡
- 叙利亚
- 葉門

这也适用于孟加拉国、印度、印度尼西亚、菲律宾和泰国籍佣人，以及黎巴嫩裔伯利兹公民、埃及裔波斯尼亚和黑塞哥维那公民，需要签证的阿尔及利亚、摩洛哥、突尼斯公民、签证于中国外签发的中国公民、居住于苏丹境外的苏丹公民、15至35岁的摩尔多瓦女性公民、巴勒斯坦男性公民（以及有约旦登记处盖章的约旦护照持有人）和需要签证的利比亚公民。

## 非普通护照免签
以下外交，公务，因公或特殊护照的持有人不需要埃及签证：
| - 阿尔巴尼亚 D O S Sp - 阿尔及利亚 D O S Sp - 阿根廷 D O S Sp - 亞美尼亞 D O S Sp - 奥地利 D S - 白俄羅斯 D O S Sp - 玻利维亚 D O S Sp - D - 巴西 D O S Sp - 智利 D O S Sp - 中华人民共和国 D S - D O S Sp - 古巴 D O S Sp - 賽普勒斯 D O S Sp - 捷克 D O S Sp - 丹麦 D S - D O Sp - 加彭 D O S Sp - D O S Sp - 希腊 D S - 几内亚 D O S Sp - 匈牙利 D - 印度 D O - 義大利 D O S Sp - 约旦 D O S Sp - D | - 利比亞 D O S Sp - 马来西亚 D O S Sp - 蒙特內哥羅 D - 摩洛哥 D O S Sp - 北馬其頓 D O Sp - 巴基斯坦 D - 巴勒斯坦 D - 巴拉圭 D O S Sp - 秘魯 D O S Sp - 菲律賓 D - 葡萄牙 D Sp - 俄羅斯 D S - 塞爾維亞 D - 斯洛伐克 D O S Sp - 斯洛維尼亞 D O S Sp - 南非 D O - D O S Sp - 西班牙 D O S Sp - 苏丹 D O S Sp - 突尼西亞 D O S Sp - 土耳其 D O S Sp - 乌克兰 D O S Sp - 乌拉圭 D O S Sp - 越南 D O S Sp - 葉門 D O S Sp |  |

D —外交护照

O —公务护照

S —因公护照

Sp —特殊护照
与立陶宛于2019年2月25日签署外交护照签证豁免协议，但尚未实行。